# Walter Heubach
Walter Heubach (* 15. Februar 1865 in Leicester, Vereinigtes Königreich; † 6. Juni 1923 in München) war ein deutscher naturwissenschaftlicher Maler und Tierillustrator.

## Leben

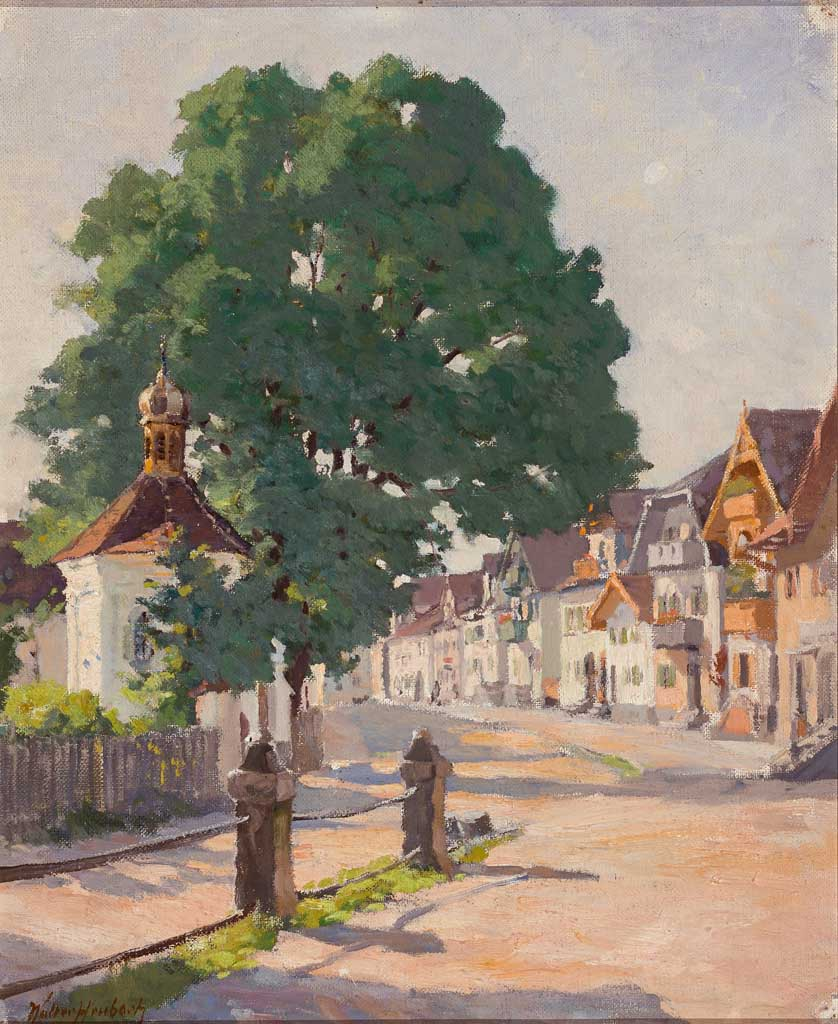
Zeichnung der Walter-Heubach-Straße in Aichach

Heubach wurde als Sohn deutscher Eltern in England geboren. Seine Jugend verbrachte er in Sonneberg in Thüringen. Nach einem dreijährigen Studium an der Kunstgewerbeschule München wurde er ab 1900 Mitarbeiter im Atelier des Historienmalers Ferdinand Wagner d. Ä., wo er elf Jahre tätig war. Ab 1911 beteiligte er sich an den Ausstellungen im Münchner Glaspalast.
Heubach illustrierte mehrere Fachbücher, darunter Spechte (1905), Aus dem Seelenleben höherer Tiere (1910) von Alexander Sokolowsky, Lehrbuch der Botanik : für höhere Lehranstalten und die Hand des Lehrers sowie für alle Freunde der Natur; von biologischen Gesichtspunkten aus bearbeitet (1911) von Otto Schmeil, Taschenbuch zum Vogelbestimmen von Kurt Floericke (1912), Brehms Tierleben (4. Auflage, 1911–1918), Brehms Tierbilder (1913), Schmeils Botanische Wandtafeln (1913–1914). 1922 illustrierte er die ersten beiden Bände von Otto Fehringers Die Vogel Mitteleuropas (1922–1931). Dieselben Darstellungen finden sich auch im Werk Les Oiseaux Chanteurs, Principales Espèces d’Europe von Comte Maurice Delamarre De Monchaux, das 1923 veröffentlicht wurde.
Anfang der 1920er Jahre illustrierte Heubach ein von Kurt Floericke bearbeitetes „Tier-Quartett“, das beim Spielehersteller J. W. Spear & Söhne herauskam.
In Aichach ist eine Straße nach Walter Heubach benannt.

## Galerie

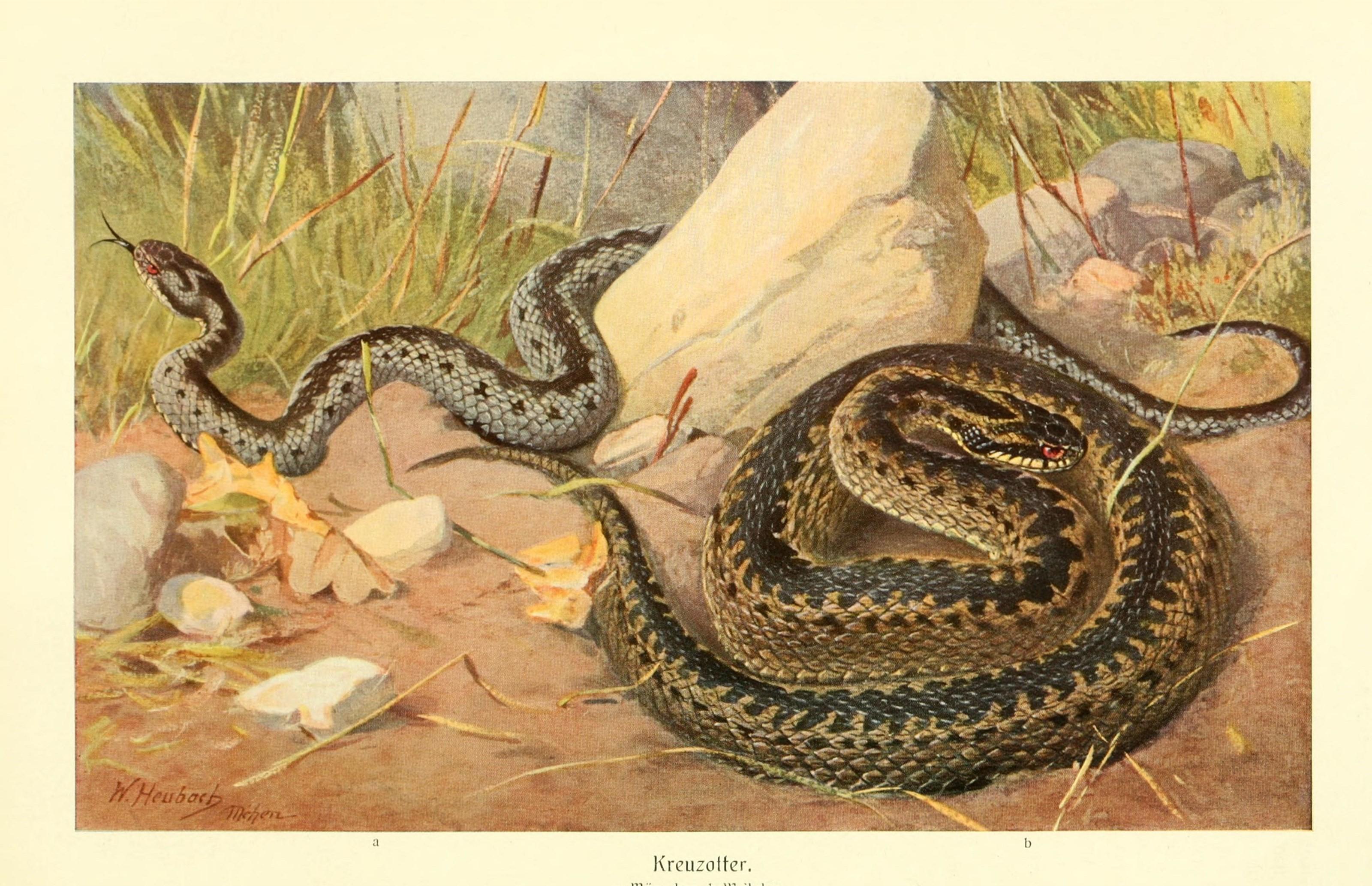
Kreuzotter aus Brehms Tierleben
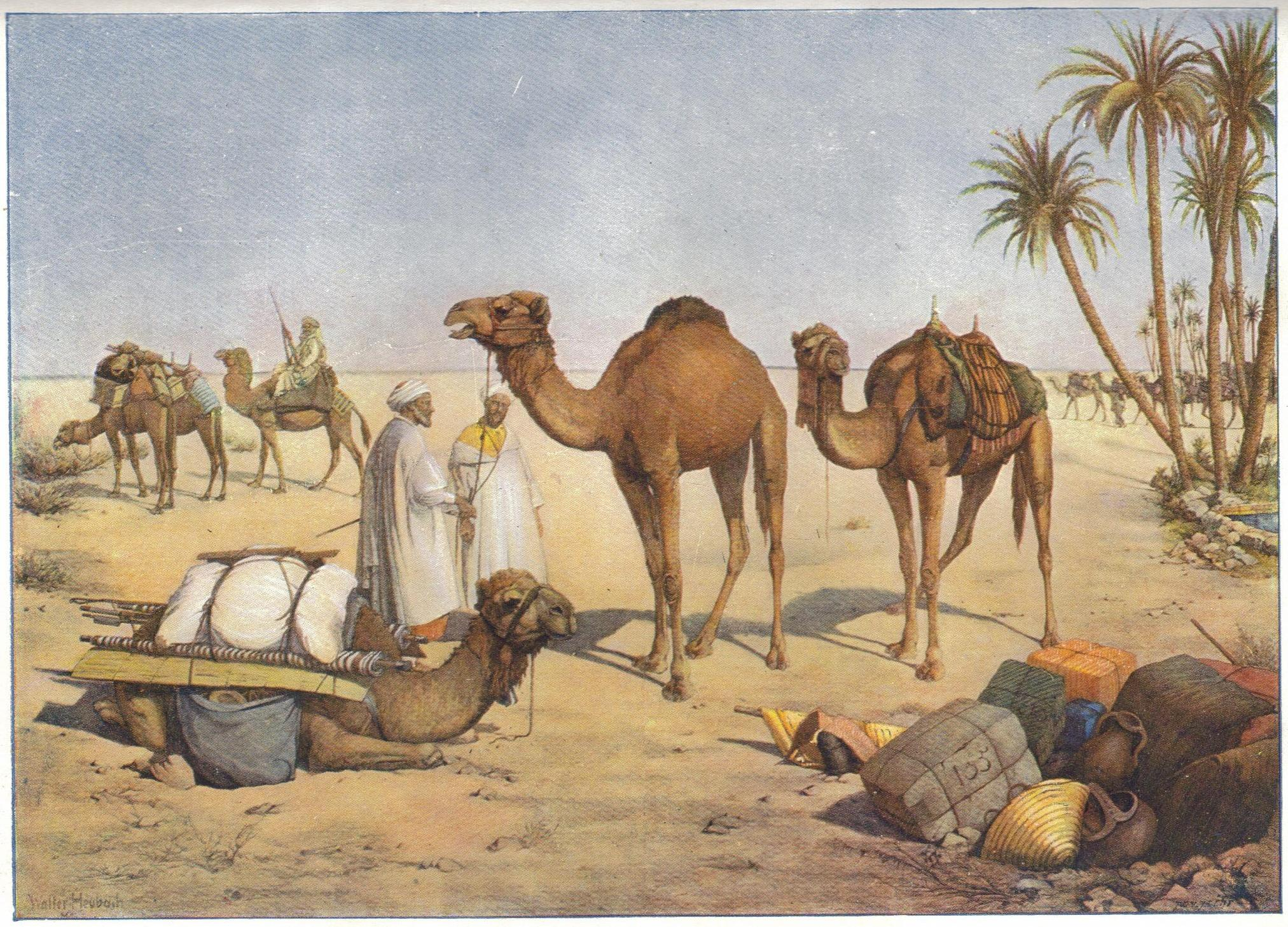
Dromedare am Rande einer Oase
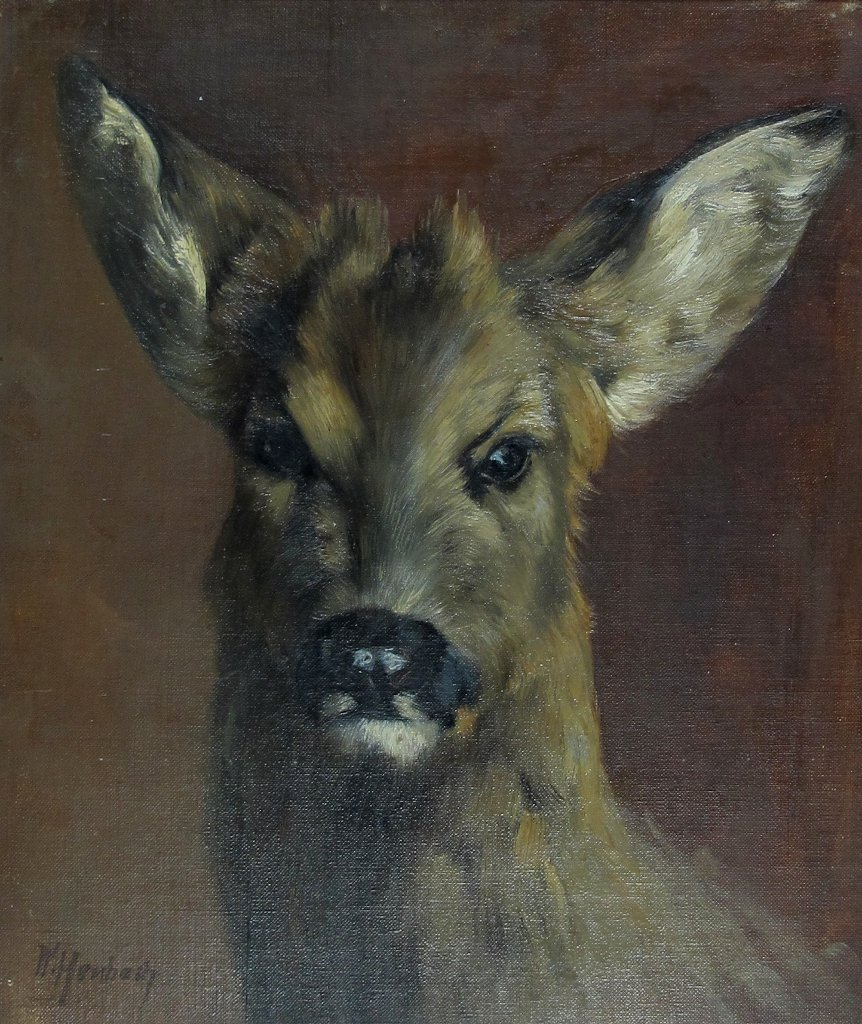
Kopf eines Rehbocks
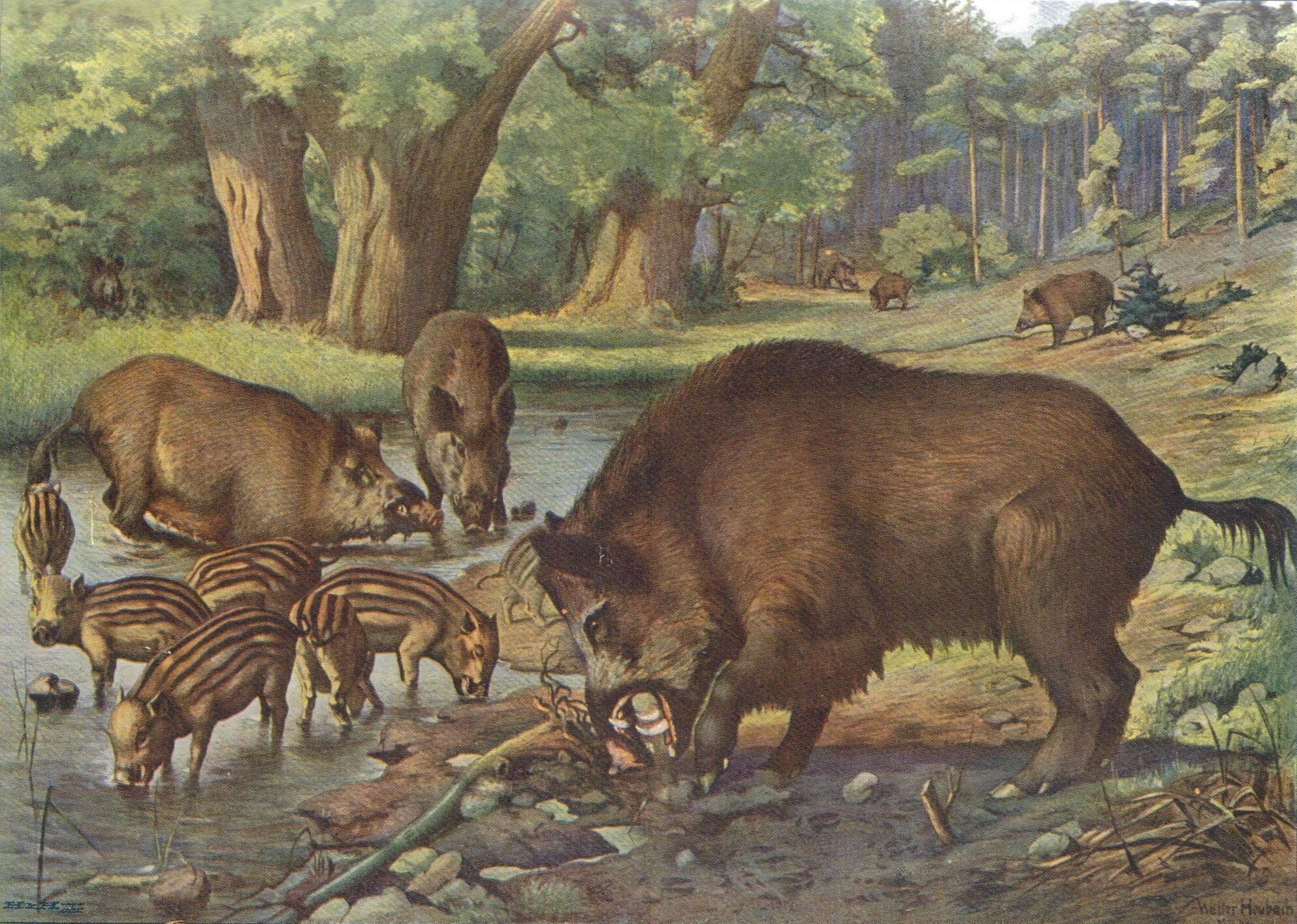
Wildschweine
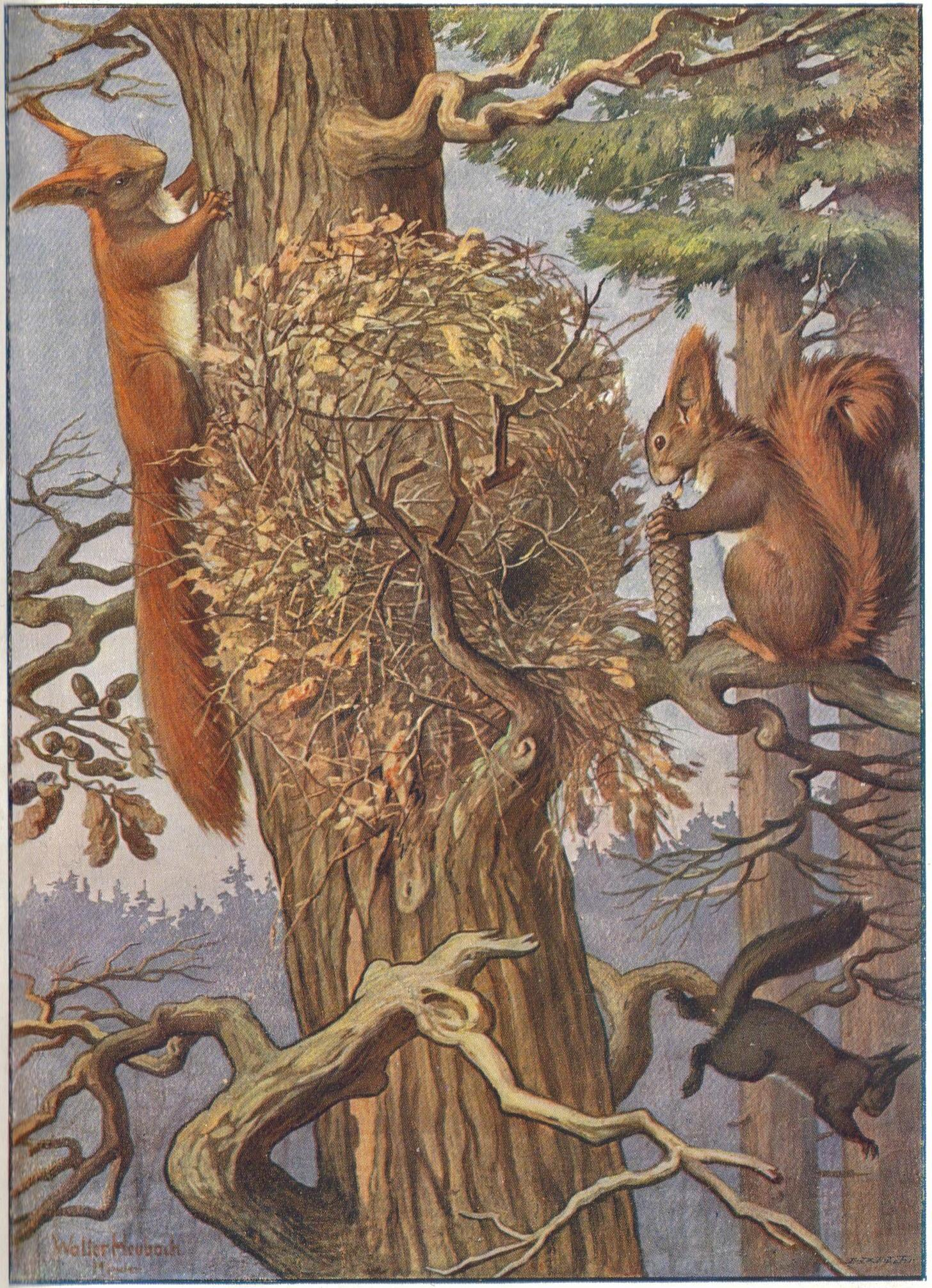
Eichhörnchen